# 癸酸乙酯
癸酸乙酯是一种有机化合物，化学式C
9H
19COOC
2H
5。

## 存在
癸酸乙酯存在于啤酒。 癸酸乙酯也存在于干邑白兰地、苹果、香蕉、欧洲甜樱桃、柠檬、葡萄、瓜、梨、黄梨等等。它也存在于葡萄酒。

## 制备
癸酸乙酯可由癸酸与乙醇在硫酸或盐酸催化下酯化而得。

## 性质
癸酸乙酯是一种极易燃的无色液体，几乎不溶于水。该化合物具有让人联想到葡萄（干邑白兰地）的果味，也有报道称癸酸乙酯的气味是油性、白兰地般的。

## 用处
癸酸乙酯可用于食用香精的配制。